# NGC 402
NGC 402 là một ngôi sao nằm trong chòm sao Song Ngư. Nó được phát hiện vào ngày 7 tháng 10 năm 1874 bởi Lawrence Parsons.